# Francesco Bussone da Carmagnola
Francesco Bussone da Carmagnola, född 1385, död 1432, var en italiensk fältherre.
Som condottiere tjänade Carmagnola efter vart annat Milano och Venedig, och blev slutligen avrättad av Venedigs regering.
da Carmagnola är huvudpersonen i Alessandro Manzonis tragedi Il conte di Carmagnola.